# وسلی بری
وسلی بری (انگلیسی: Wesley Barry؛ ‏ ۱۰ اوت ۱۹۰۷ – ۱۱ آوریل ۱۹۹۴) بازیگر، کارگردان، و تهیه‌کننده فیلم اهل ایالات متحده آمریکا بود. وی بین سال‌های ۱۹۱۵ تا ۱۹۷۵ میلادی فعالیت می‌کرد.
از فیلم‌ها یا برنامه‌های تلویزیونی که وی در آن نقش داشته است، می‌توان به خیش و ستارگان و ستاره‌ای انتخاب کن اشاره کرد.